# Ratatouille: The TikTok Musical
Ratatouille: The TikTok Musical (ook bekend als Ratatouille: the Musical, Remy The Ratatouille, of Ratatousical ) is een internetmeme en crowdsourced musical gebaseerd op de in 2007 Disney/Pixar uitgekomen film Ratatouille. Het was beschikbaar om te kijken voor mensen met een ticket van 1 januari 2021 t/m 4 januari 2021.

## Ontwikkeling van het project
Tijdens de COVID-19-pandemie hebben gebruikers van de social media-app TikTok samengewerkt aan muzieknummers op basis van onconventionele onderwerpen, zoals een supermarkt. Eerder in 2020 deelden TikTok-gebruikers kookvideo's met "Le Festin", een nummer uit de Disney/Pixar-film Ratatatouille. Op een gegeven moment hebben meerdere TikTok-gebruikers parodieën gemaakt, waaronder video's van koken, begeleid door een parodie op "Le Festin" met nep-Franse woorden. In augustus 2020 heeft Emily Jacobsen, een leraar van de basisschool, een ode gebracht aan hoofdpersoon Remy en tevens aan andere fictieve karakters. Het liedje ging viral nadat Britanny Broski, een gebruiker met miljoenen volgers de muziek hergebruikte.
Twee maanden later, in oktober, had een andere gebruiker, Daniel Mertzlufft, die eerder bekendheid had verworven met zijn supermarkt musical, het korte liedje aangepast en gearrangeerd als een Disney-muzikale finale. Hij componeerde de orkestratie in Logic Pro X met behulp van software-instrumenten die hij associeerde met Disney musical met name de finale van The Hunchback of Notre Dame inclusief tremolo strijkers, Franse hoorn, trompet, messing, pauken, en buisklokken. Deze video werd meer dan een miljoen keer bekeken en bracht duizenden TikTok-video's voort in samenwerking tussen theaterstudenten en professionals die de mogelijkheid van een Disney-musical op basis van de film uitbreidden.
Latere video's hebben eerdere bijdragen, zoals de "Ode to Remy" tekst en orkestratie, hergebruikt om nieuwe elementen toe te voegen, zoals decorontwerp, choreografie en een playbill ontworpen door kunstenaar Jess Siswick. Met behulp van de TikTok "Duet" functie voegden gebruikers vocale tracks boven op elkaar toe om muzikale nummers te ontwikkelen. Een van de populairste nummers is een duet tussen Colette en Linguini gezongen door Blake Rouse en Acacia Pressley, gecomponeerd door Rouse. Anderen ontwikkelden nieuwe nummers, zoals "The Life of a Rat (Trash Is Our Treasure)" en "A Rat Is a Rat". Een van de bijdragers, R.J. Christian, creëerde liedjes voor meerdere personages in de stijl van Alan Menken. De Amerikaanse Broadway-acteur Andrew Barth Feldman van Dear Evan Hansen voerde een van de nummers op. Gebruikers creëerden medio november 2020 een centraal knooppunt voor de samenwerking met 200.000 volgers. Broadway- en Disney Channl-acteur Kevin Chamberlin schreef een nummer met de titel "Anyone Can Cook", gebaseerd op de catchphrase van de originele film.

## Cast
| Karakter         | Benefit concert (2021) |
| ---------------- | ---------------------- |
| Remy             | Tituss Burgess         |
| Alfredo Linguini | Andrew Barth Feldman   |
| Colette Tatou    | Ashley Park            |
| Chef Skinner     | Mary Testa             |
| Django           | Wayne Brady            |
| Emile            | Adam Lambert           |
| Auguste Gusteau  | Kevin Chamberlin       |
| Anton Ego        | André De Shields       |
| Mabel            | Priscilla Lopez        |
| Jonge Anton Ego  | Owen Anthony Tabaka    |

## Soundtrack
1. "Overture" – Orchestra (Geschreven door Alec Powell)
2. "Anyone Can Cook" – Gusteau (Muziek en tekst door Kevin Chamberlin
3. "Trash Is Our Treasure" – Django (Muziek en tekst door Gabbi Bolt)
4. "Remember My Name" – Remy (Muziek door Mertzlufft; tekst door Kate Leonard)
5. "Anyone Can Cook (Reprise)" – Linguini (Muziek en tekst door Nathan Fosbinder)
6. "Kitchen Tango" – Colette and Linguini (Musziek en tekst door Blake Rouse)
7. "Rat's Way of Life" – Emile (Muziek en tekst door Rouse)
8. "I Knew I Smelled a Rat" – Skinner (Muziek en tekst door Sophia James)
9. "Ratatouille" – Ego (Muziek en tekst door R.J. Christian)
10. "Ego's Flashback" - Ego and Young Ego (Muziek en tekst door Danny K. Berstein en Katie Johantgen)
11. "Finale" – Volledige cast (Muziek en tekst door Emily Jacobssen en Mertzlufft)
12. "Ratamix" - Volledige cast